# همسان‌سازی ژنتیک

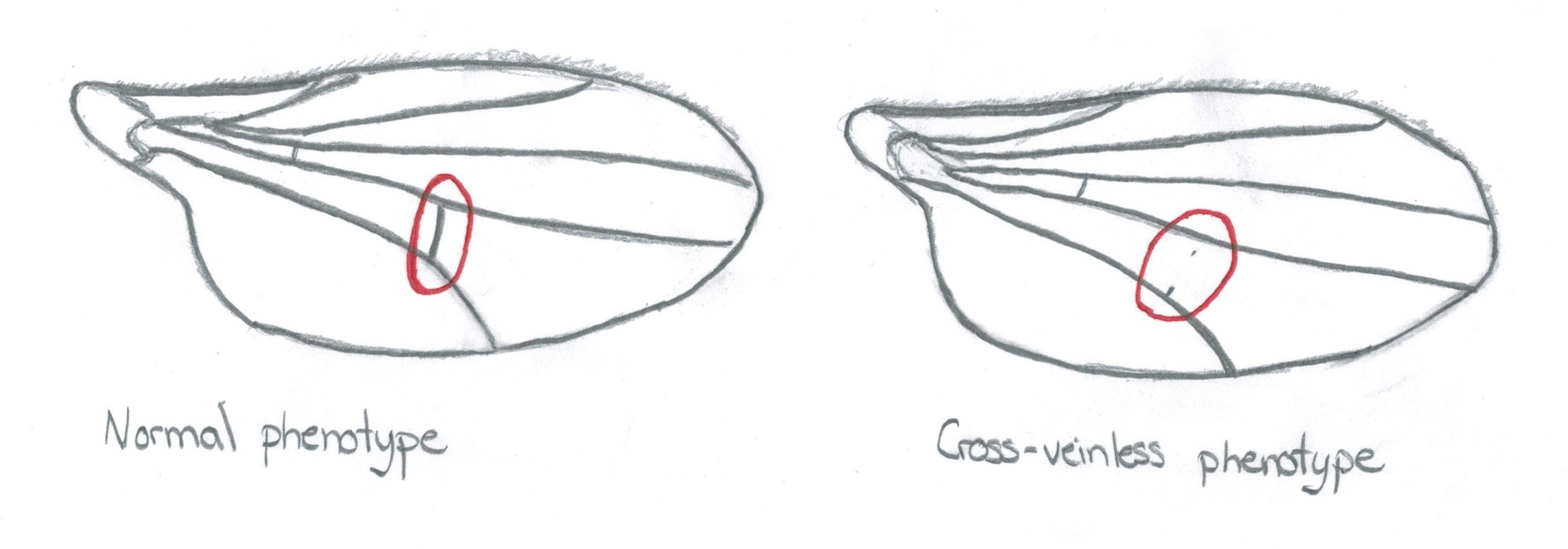
بال‌های مگس سرکه معمولی و بدون رگبرگ

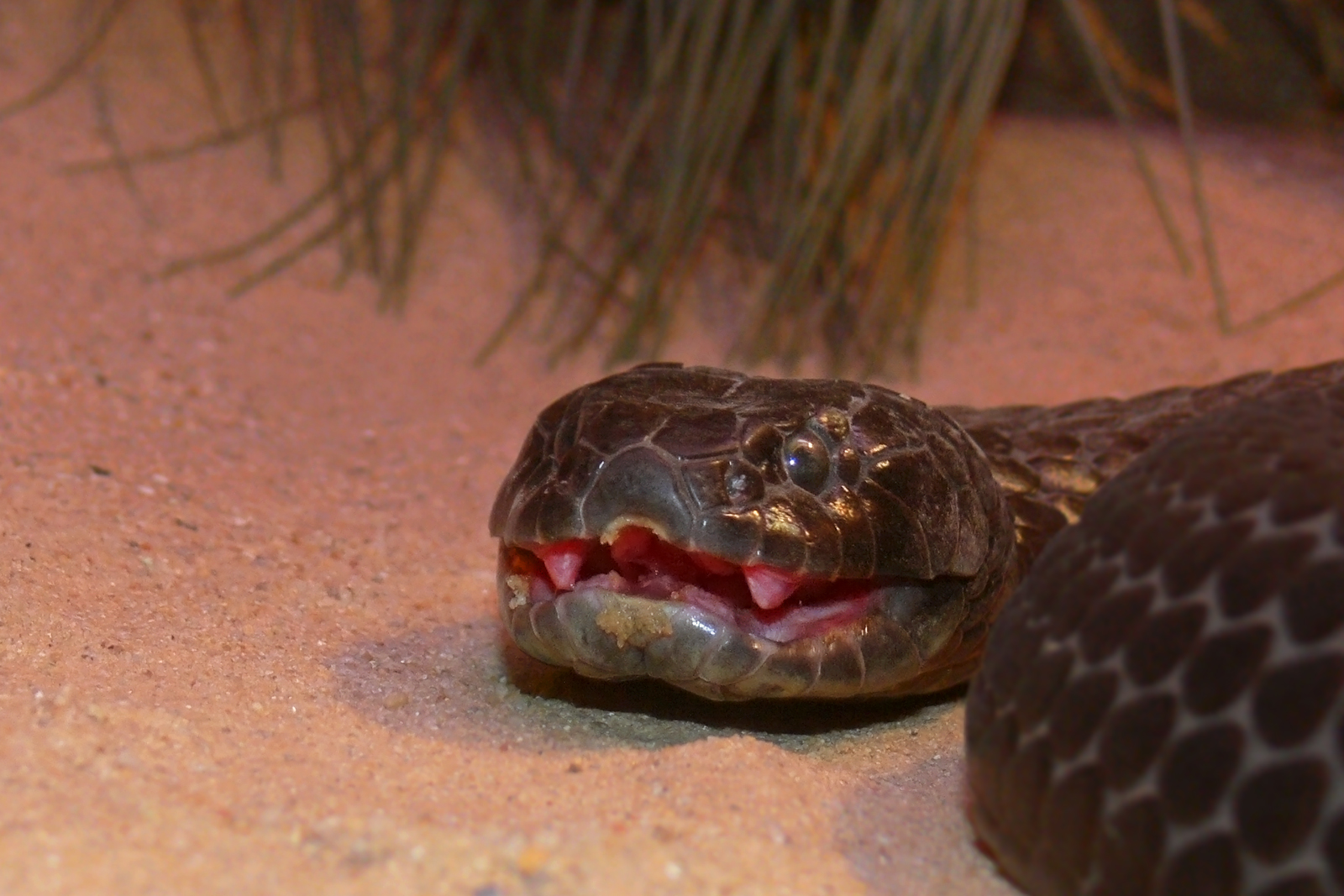
مارهای ببری Notechis scutatus از جزایر، مانند این مار از جزیره چاپِل، سرهای بزرگتری نسبت به جمعیت‌های سرزمین اصلی دارند و ظاهراً از نظر ژنتیکی همسان‌سازی شده‌اند.

همسان‌سازی ژنتیکی یا جذب ژنتیکی (به انگلیسی: Genetic assimilation)، فرآیندی است که توسط کنراد هل ودینگتون توصیف شده‌است که طی آن یک فنوتیپ که در ابتدا در پاسخ به یک شرایط محیطی مانند قرار گرفتن در معرض یک تراتوژن تولید می‌شود، بعداً از طریق انتخاب مصنوعی یا انتخاب طبیعی به صورت ژنتیکی کدگذاری می‌شود. علیرغم ویژگی‌های ظاهری سطحی، این نیازی به وراثت (لامارکی) شخصیت‌های اکتسابی ندارد، اگرچه وراثت اپی‌ژنتیک به‌طور بالقوه می‌تواند بر نتیجه تأثیر بگذارد. وادینگتون اظهار داشت که همسان‌سازی ژنتیکی بر مانعی که او آن را کانالیزه کردن مسیرهای رشدی تحمیل می‌کند، غلبه می‌کند. او تصور می‌کرد که ژنتیک جاندار تکامل یافته‌است تا اطمینان حاصل شود که رشد بدون توجه به تغییرهای طبیعی محیطی به روشی خاص پیش می‌رود.